# 源順
源順（日语：／ Minamoto no Shitagō */?，911年—983年）是日本平安時代貴族和歌人。和歌方面，他有52首作品收錄於敕撰和歌集，初次收錄為《拾遺和歌集》，為三十六歌仙以及梨壺五人之一。

## 生平

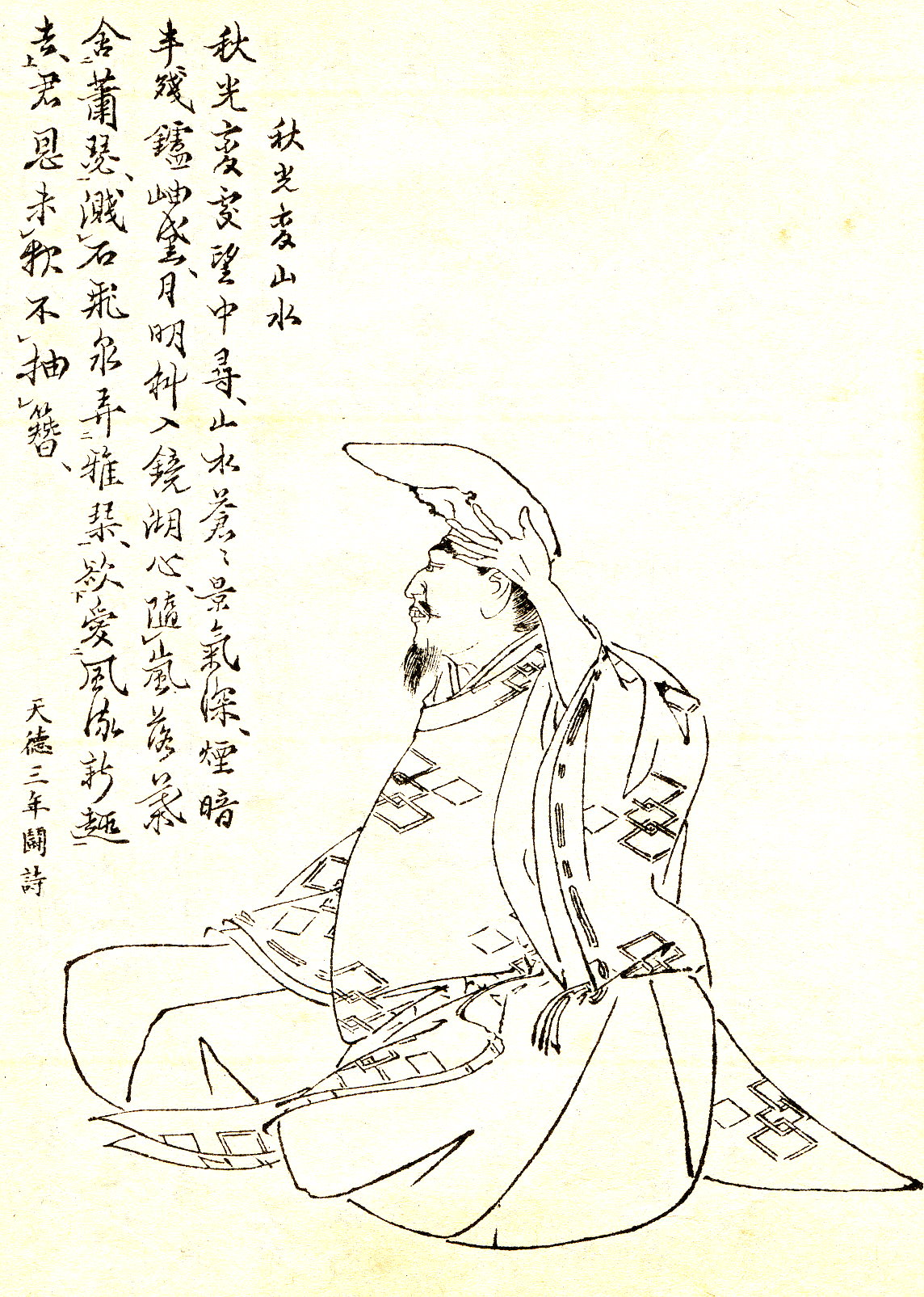
前賢故實中的源順

根據《本朝文粹》記載，源順就讀於獎學院，承平5年（935年）之前奉其母出仕的勤子內親王之命編撰《和名類聚抄》。天曆元年（947年），他替源高明之妻撰寫《七七忌願文》，天曆5年（951年）又寫下《禁制撰和歌所闌入文》。天曆7年（953年）10月，他獲補任為文章生，天曆8年（954年）他替其師父橘在列的《沙門敬公集》寫序。
天曆10年正月27日（956年3月12日），源順獲任命為勘解由判官。應和2年正月22日（962年3月1日），他就任為民部少丞，同時補任為東宮藏人。應和3年正月28日（963年2月24日），他獲升任為民部大丞。康保3年正月7日（966年1月31日），他由於任職在民部省有功而獲敘為從五位下，同月27日（2月20日）出任下總權守，康保4年正月20日（967年3月3日）改任和泉守。
天延2年11月25日（975年1月10日），源順由於管治有功獲升至從五位上。天元2年正月或天元3年正月29日（979年或980年2月18日），他改任為能登守。天元2年10月21日（979年11月13日），他編撰《弘仁源氏本系帳》。天元3年正月29日，根據收錄於《本朝文粹》內由其撰寫的申文記載，他希望獲任命為伊賀守或伊勢守。永觀元年（983年），源順死去，享年73歲。

## 文學
| 詩題                                                                                                 | 詩題                                   |
| --- | -------------------------------------- |
| 夏日閑居，詠庭前三物 越調○以下 八首見文粹 松                                                         | 竹                                     |
| 苔                                                                                                   | 字訓詩                                 |
| 詠女郎花                                                                                             | 無尾牛歌                               |
| 病中聞羽林藤将軍題夜行舍人鳥養有三之絕句， 兼見藤播州橘員外源進士等奉和之古調， 一讀感一歎，繼以狂歌 | 高鳳刺貴賤之同交歌                     |
| 五嘆吟五首 以下六首見扶桑                                                                            | 夏日陪右親衛源將軍，初讀論語，各分一字 |
| 秋光變山水 以下三首見闘詩                                                                            | 蛬聲入夜催                             |
| 松江落葉波                                                                                           | 詠白 以下二首見朗詠                    |
| 詠遊女                                                                                               | 歲寒知松貞 以下十首見類題              |
| 月光疑夜雪                                                                                           | 尋花傍水行                             |
| 偶得幽閑境                                                                                           | 掬水皆花氣                             |
| 花繁鳥度遲                                                                                           | 風輕花落遲                             |
| 對雨戀月                                                                                             | 梅近香入窓                             |
| 花裡寄春情                                                                                           | 深春好 以下見朗詠                      |
| 山榴艶似火                                                                                           | 山寺九月盡                             |
| 夏日遊般若寺                                                                                         | 春日眺望                               |
| 紫藤花下作 以下見新朗詠                                                                              | 今春又有春                             |
| 愛火還憐雪                                                                                           | 落葉泛寒流                             |
| 賀黃門君                                                                                             | 葉下風枝疎                             |

源順總共有32篇詩文收錄於《本朝文粹》，留傳至今的漢詩約有90首，收錄於《扶桑集》、《和漢朗詠集》、《新撰朗詠集》和《和漢兼作集》等詩集內，涵蓋《河原院賦》、《無尾牛歌》、《字訓詩》、《雜言詩》和《五嘆吟》等等，《日本詩紀》也收錄有30首11句。他在漢詩方面以橘在列為師，弟子有橘正通，徒孫則是紀齊名。根據《水言鈔》記載，源順的漢詩水平獲大江匡房評為優於在列，遜於慶滋保胤和大江以言。此外，他也被認為是《古今和歌六帖》、《竹取物語》、《宇津保物語》和《落窪物語》的作者。

### 和歌
| 敕撰和歌集           | 新編國歌大觀編號 |
| -------------------- | --- |
| 拾遺和歌集           | 6、68、80、85、126、171、198、271、318、444、571、735、736、757、794、877、1014、1025、1029、1058、1082、1090、1107、1136、1139、1249、1326 |
| 後拾遺和歌集         | 425、559、1013 |
| 金葉和歌集（三奏本） | 10 |
| 詞花和歌集           | 94 |
| 新古今和歌集         | 1576、1709、2002 |
| 續後撰和歌集         | 1356 |
| 續古今和歌集         | 596、1389 |
| 玉葉和歌集           | 114、1045、1295、1317、1714、2192 |
| 續千載和歌集         | 523 |
| 續後拾遺和歌集       | 745 |
| 風雅和歌集           | 13、752 |
| 新千載和歌集         | 2196 |
| 新拾遺和歌集         | 176 |
| 新後拾遺和歌集       | 1455 |
| 新續古今和歌集       | 748 |

源順總共有52首和歌收錄於敕撰和歌集，另有一首連歌收錄於《菟玖波集》，歌風以抒發自身懷才不遇的感情為基礎，擅於修辭，其作品涵蓋天地歌、雙六盤歌和圍棋棋盤歌等文字遊戲形式的和歌，也有源順馬名歌合和順百首等連續作品，與曾禰好忠、惠慶等同為新派歌人，與安法、中務、清原元輔、大中臣能宣、源重之和平兼盛等歌人也有交流。
天曆5年10月30日（951年12月1日），源順與大中臣能宣、清原元輔、紀時文、坂上望城奉命在設立於梨壺的和歌所內解讀《萬葉集》以及編撰《後撰和歌集》，即梨壺五人。歌合方面，他也曾經參與天德4年（960年）的內裏歌合、貞元2年8月16日（977年10月1日）的三條左大臣家歌合和天祿3年8月28日（972年10月8日）的規子內親王家歌合等歌合，其中在規子內親王家歌合更擔任判者。此外，他也有參與應和元年（961年）的昌子內親王御著裳屏風以及天元2年（979年）的三尺御屏風。
| 敕撰和歌集版本 | 西本願寺本順集版本 |
| -------------- | ------------------ |
|                |                    |

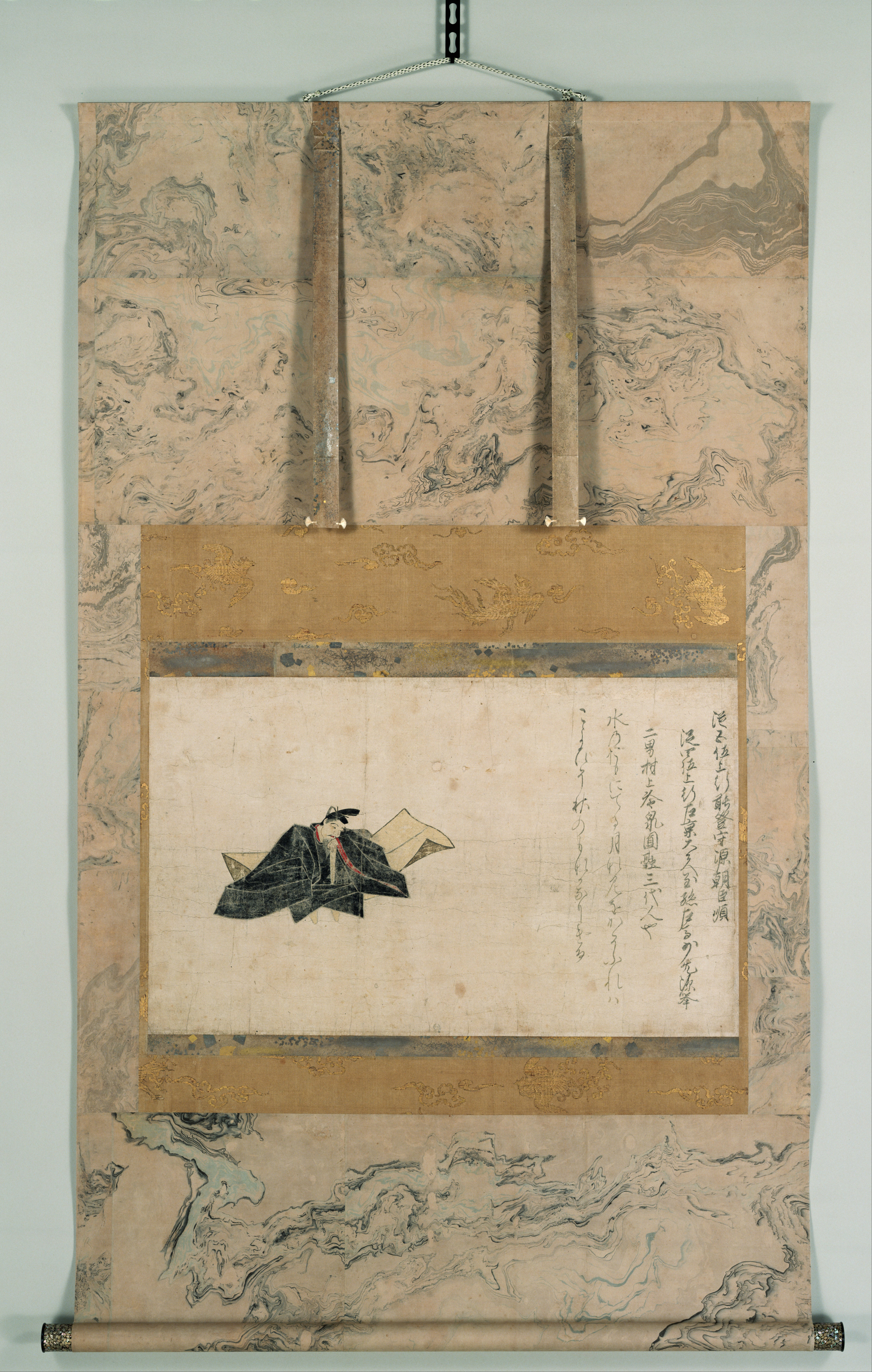
佐竹本三十六歌仙繪卷中的源順，其中的和歌即此歌

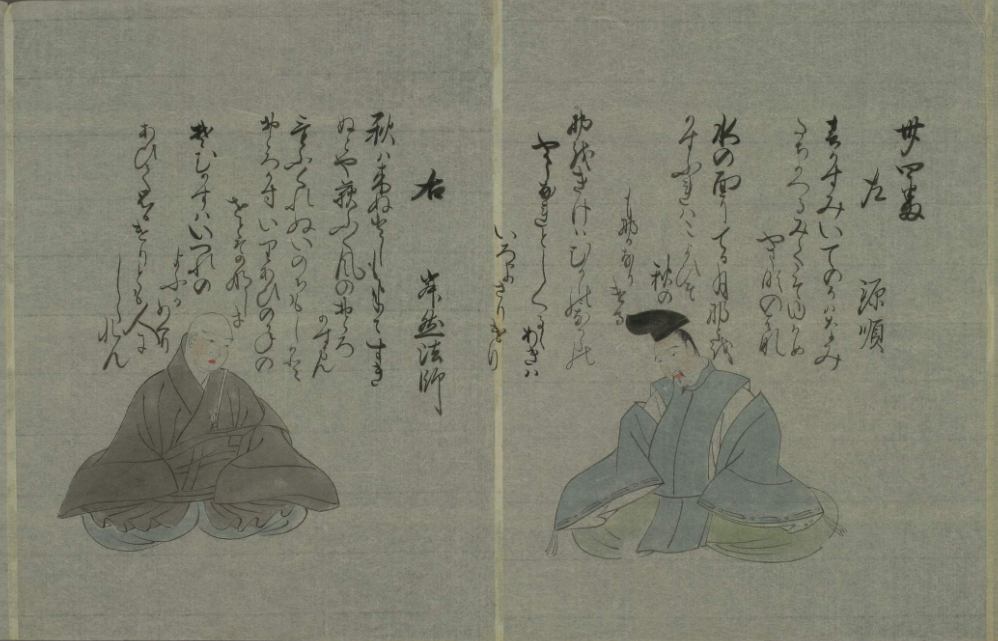
時代不同歌合中的寂然法師和源順，其中第二首和歌即此歌

這首和歌收錄於《拾遺和歌集》卷第三「秋」，新編國歌大觀編號是171，詞書是「屏風上繪有人們在八月十五的晚上於建有池塘的家裡玩耍。」（屏風に、八月十五夜池ある家に人あそびしたる所），西本願寺本順集詞書是「在八月十五的晚上，在人家裡有蓮花，葉子飄浮在水面上，月影也映照於其中，男男女女在各處玩耍，也有人在簾戶處談天說地。」（八月十五夜、人の家に蓮あり、木のはうかぶ、つきかげおちたり、男をんなこころごころにあそぶ、すだれのとに居て、ものがたりするもあり），冷泉家時雨亭文庫藏源順集詞書「在天元2年（979年）10月按宣旨而獻上的屏風歌」（天元二年十月宣旨によりてたてまつれる屏風歌）。
此歌源於天元2年10月或12月時於內裏舉行的屏風歌，意思是月色映照在泛起漣漪的水面上，屈指一算才發現今晚正正是中秋啊，推測此歌受到能宣在貞元2年（977年）時於藤原賴忠的宅邸舉行的三條左大臣殿前栽歌合中的開首歌的影響（新編國歌大觀編號1）。登蓮收錄於《新敕撰和歌集》中的作品（新編國歌大觀編號260）則以此歌為本歌。
首句在《拾遺和歌集》寫作「水面」（水のおも），西本願寺本順集則寫作「池塘的水面」（池の面に）。第二句中的是掛詞，既指映照在水面上的月色以及漣漪，也指每月，（浪花）也是水的緣語。第三句的意思是屈指一算，連同第二句可以指數漣漪或月份。第四句是指「今晚秋天的」。末句中的是指中間，用例最早見於《公忠集》內的作品（新編國歌大觀編號10），連同第四句指八月十五，《和歌童蒙抄》稱雖然並非歌語，不過由於歌風不俗，因而獲選，是指對發現的感嘆。此外，和菓子的名稱源於此歌。
此歌也收錄於《拾遺抄》、《和漢朗詠集》、《前十五番歌合》、《俊成三十六人歌合》、《時代不同歌合》、《三十人撰》、《三十六人撰》、《深窓秘抄》、《和歌童蒙抄》、《古來風體抄》、《和漢兼作集》、《東關紀行》和《增鏡》

## 家集
源順的家集是《順集》，又稱《源順集》、《續小草內和歌》，分為兩類七種，分別是第一類第一種的冷泉家時雨亭文庫藏資經本系、第二種的冷泉家時雨亭文庫藏素寂本系、第二類第一種的西本願寺本系、第二種的冷泉家時雨亭文庫藏坊門局筆本系、第三種的宮內廳書陵部藏《續小草內和歌》（書架編號501・49）、第四種的冷泉家時雨亭文庫藏《源朝臣順集》以及第五種的冷泉家時雨亭文庫藏《順集 白描封面本》。兩類均來自同一祖本。

## 文化財
| 名稱                                       | 名義                                       | 所藏           | 指定日期       | 指定類型   | 參考資料      |
| ------------------------------------------ | ------------------------------------------ | -------------- | -------------- | ---------- | ------------- |
| 色紙墨書萬葉集卷第四斷簡（栂尾切，從情毛） | 色紙墨書萬葉集卷第四斷簡（栂尾切，從情毛） | 東京國立博物館 | 1935年12月13日 | 重要美術品 | [ 24 ]        |
| 紙本著色三十六歌仙切（順，佐竹家傳來）     | 紙本著色三十六歌仙切（順，佐竹家傳來）     | 三得利美術館   | 1936年5月6日   | 重要文化財 | [ 25 ]        |
| 栂尾類切                                   | 手鑑「藻鹽草」（二百四十一葉）             | 京都國立博物館 | 1952年3月29日  | 國寶       | [ 26 ] [ 27 ] |
| 難波切                                     | 手鑑「藻鹽草」（二百四十一葉）             | 京都國立博物館 | 1952年3月29日  | 國寶       | [ 26 ] [ 27 ] |
| 月輪色紙                                   | 手鑑「見努世友」（二百二十九葉）           | 出光美術館     | 1952年11月22日 | 國寶       | [ 28 ] [ 29 ] |
| 鎌倉切（栂尾切）                           | 手鑑「見努世友」（二百二十九葉）           | 出光美術館     | 1952年11月22日 | 國寶       | [ 28 ] [ 29 ] |
| 難波切                                     | 手鑑「見努世友」（二百二十九葉）           | 出光美術館     | 1952年11月22日 | 國寶       | [ 28 ] [ 29 ] |
| 栂尾切                                     | 手鑑「野邊之綠」（二十八葉）               | 前田育德會     | 1954年3月20日  | 重要文化財 | [ 30 ] [ 31 ] |

## 註解
1. ↑  源賴是源順之弟，為敕撰歌人，其作品收錄於《後撰和歌集》（新編國歌大觀編號765）[1]。

## 外部連結
- . kotobank （日语）.